# Reprezentacja Egiptu w piłce wodnej mężczyzn
Reprezentacja Egiptu w piłce wodnej mężczyzn – zespół, biorący udział w imieniu Egiptu w meczach i sportowych imprezach międzynarodowych w piłce wodnej, powoływany przez selekcjonera, w którym mogą występować wyłącznie zawodnicy posiadający obywatelstwo Egipskie. Za jej funkcjonowanie odpowiedzialny jest Egipski Związek Pływacki (ESF), który jest członkiem Międzynarodowej Federacji Pływackiej.

## Historia
W 1948 reprezentacja Egiptu rozegrała swój pierwszy oficjalny mecz na igrzyskach olimpijskich.

## Udział w turniejach międzynarodowych

### Igrzyska olimpijskie
Reprezentacja Egiptu 6-krotnie występowała na Igrzyskach Olimpijskich. Najwyższe osiągnięcie to 7. miejsce w 1948 roku.

### Mistrzostwa świata
Dotychczas reprezentacji Egiptu 2 razy udało się awansować do finałów MŚ. W 1982 roku zajęła 13. miejsce.

### Puchar świata
Egipt żadnego razy nie uczestniczyła w finałach Pucharu świata.